# Horn (Adelsgeschlecht, Pfaffendorf)

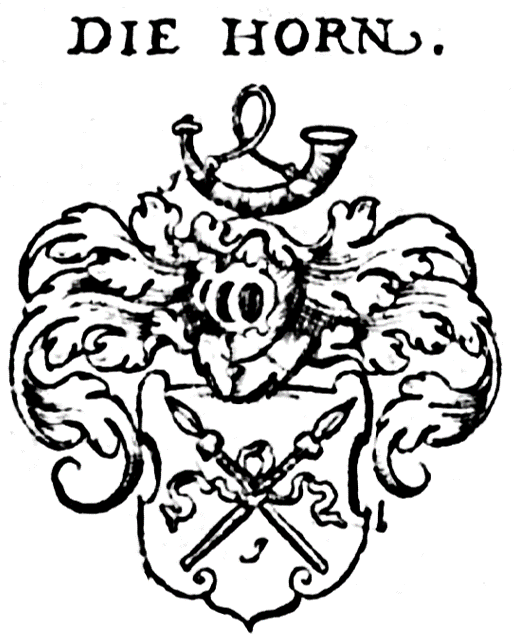
Stammwappen derer von Horn in Siebmachers Wappenbuch

Horn ist der Name eines schlesischen Adelsgeschlechts.
Die Familie ist zu unterscheiden von einer Vielzahl anderer Geschlechter namens Horn (siehe Liste der Adelsgeschlechter namens Horn).

## Geschichte
Das Geschlecht saß 1664 in Schlesien zu Beichau im späteren Kreis Militsch sowie zu Haselbach, Pfaffendorf und Weißbach im Kreis Landeshut. Ferner hatte die Familie Besitz in Rothenburg in der Oberlausitz.
Samuel von Horn (urkundl. 1606–1656) auf Rothenburg war verheiratet mit Christiane von Salza († 1652). Ihr Sohn hieß Carl Christoph von Horn. Carl Christoph von Horn war Oberst eines Infanterie-Regiments der Generalstaaten. Er wohnte zu Pfaffendorf, war mit Anna Hedwig von Unruh verheiratet und wurde am 24. April 1671 in den Böhmischen Freiherrenstand erhoben. Leopold von Zedlitz-Neukirch berichtet fälschlicherweise, dass Carl Christoph von Horn zu dem gleichnamigen schlesischen Adelsgeschlecht Horn zu Pasterwitz gehörte.
Eine Tochter von Carl Christoph von Horn, Anna Helena Freiin von Horn, war verheiratet mit Wiglas von Schindel (1643–1695).

## Wappen

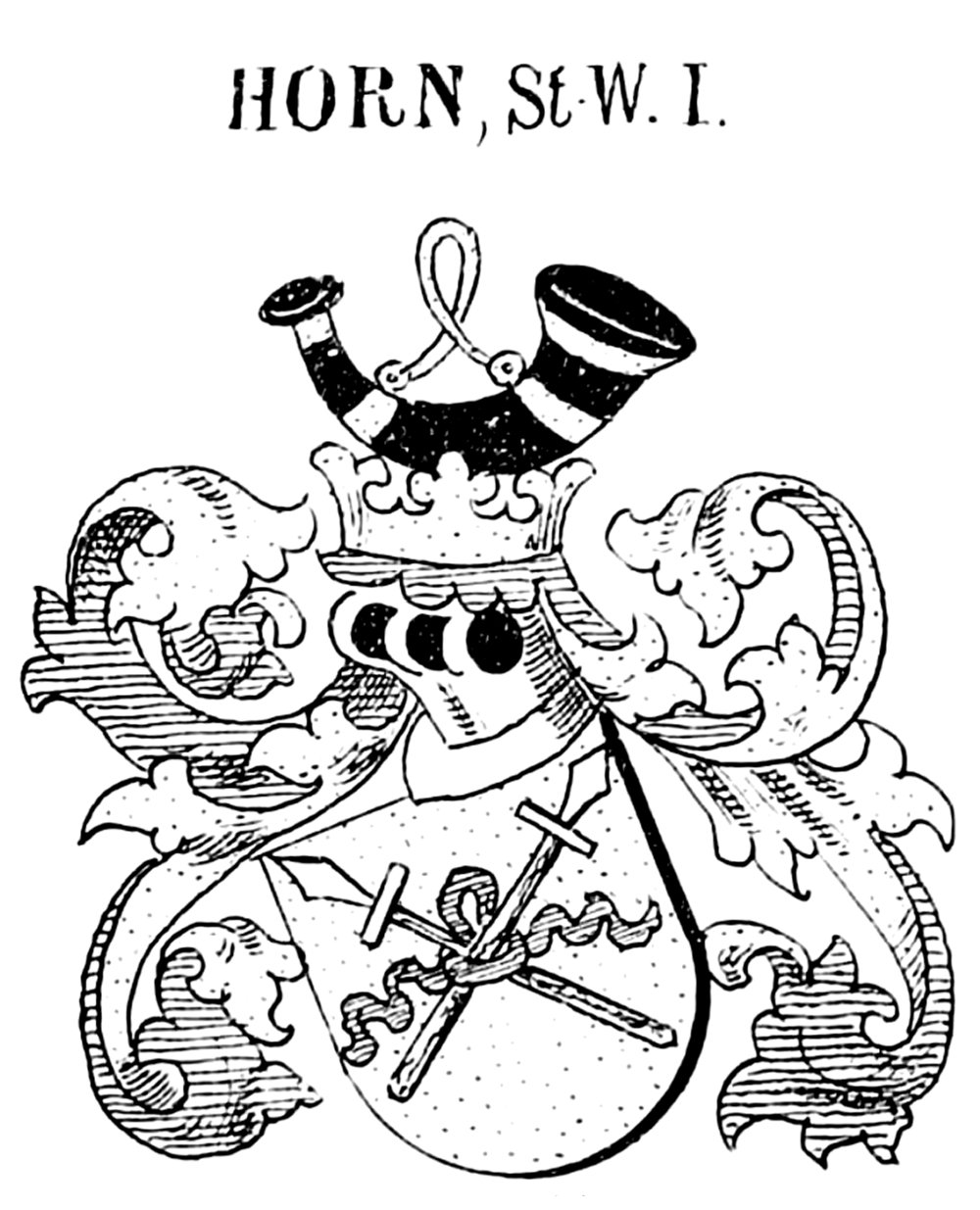
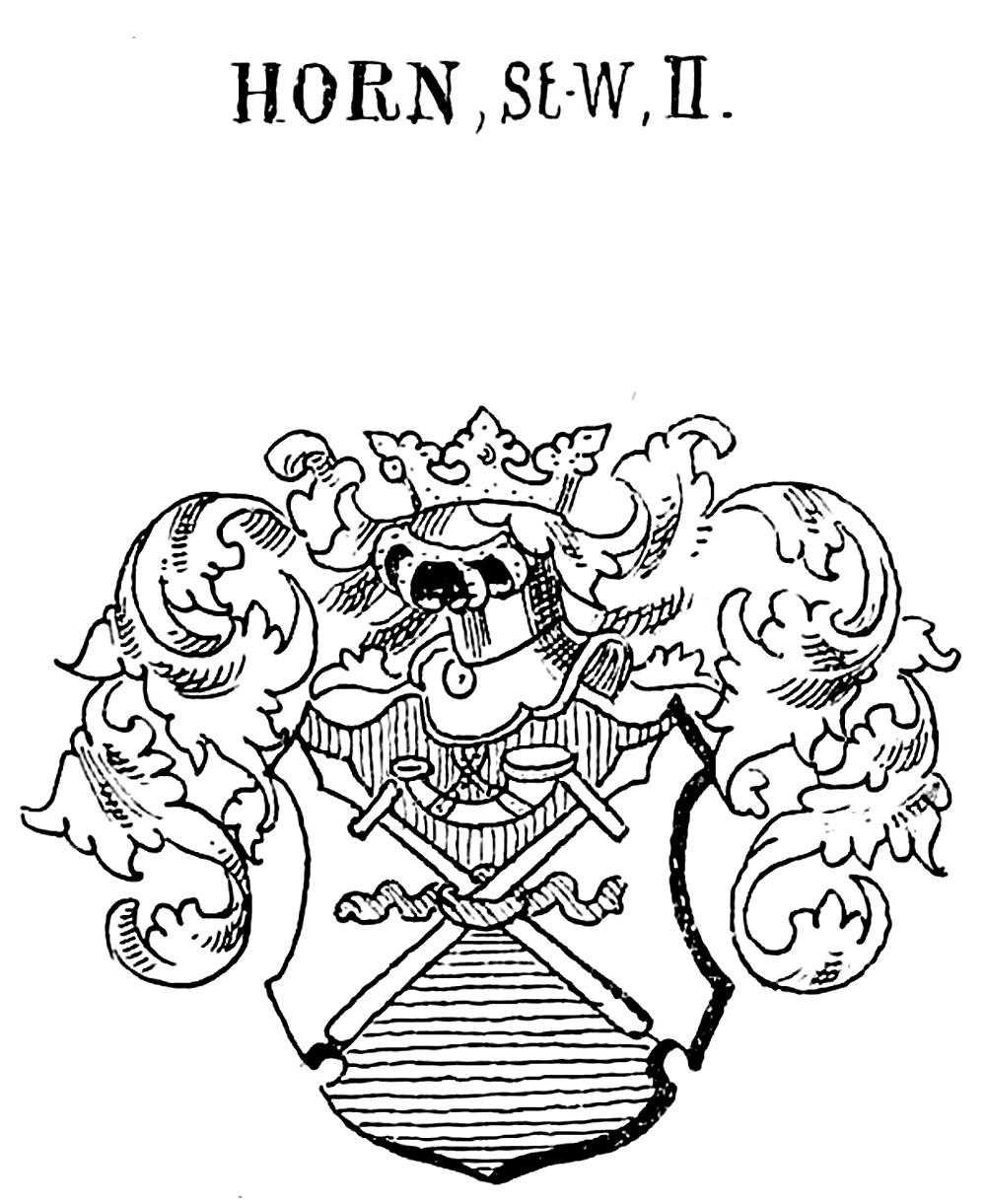
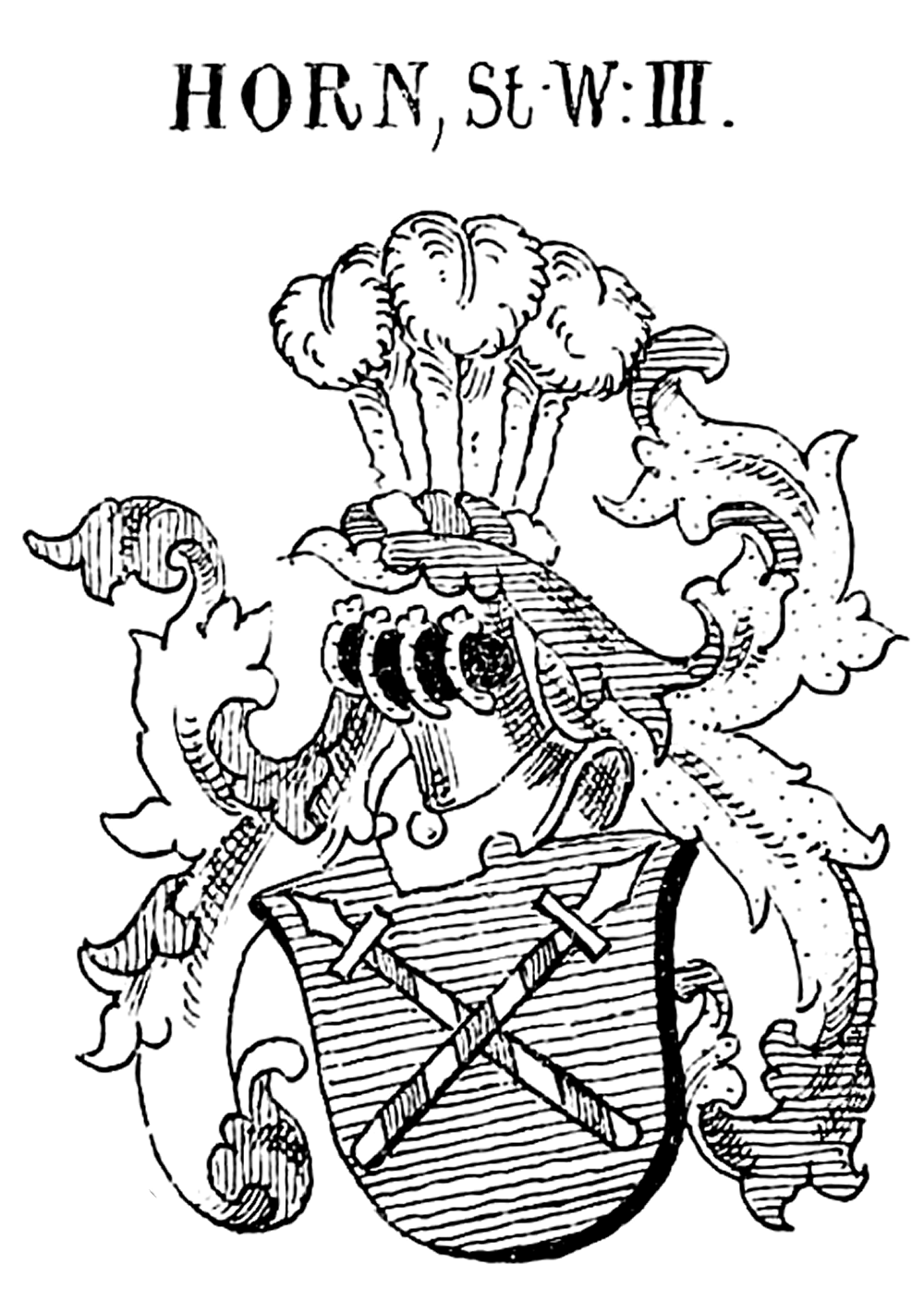
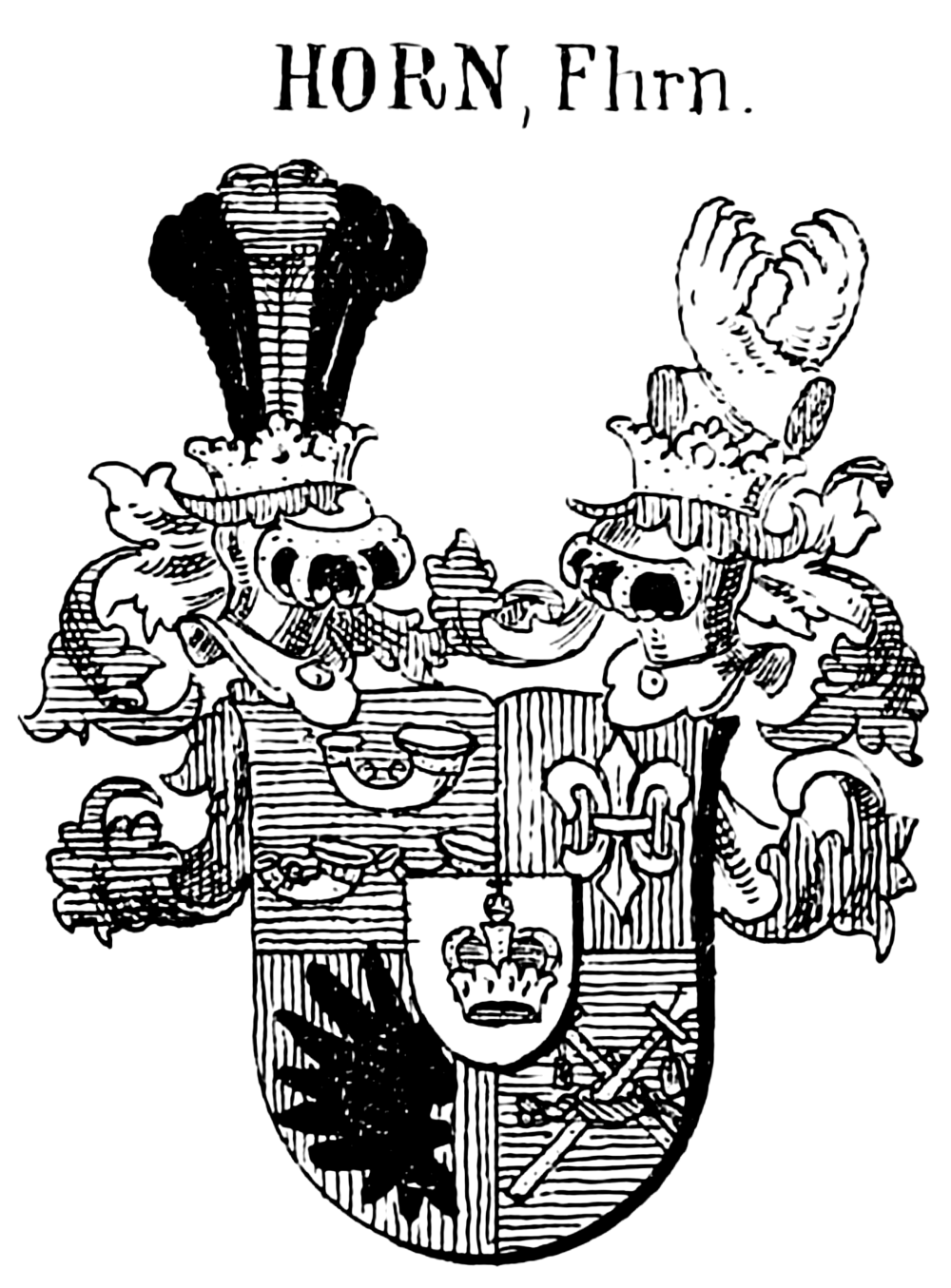

Blasonierungen
- Stammwappen I: In Gold zwei ins Andreaskreuz gestellte Schweinsspieße in natürlicher Farbe mit beiderseits abfliegenden blauen Bändern. Auf dem Helm mit blau-goldenen Helmdecken ein schwarzes Jagdhorn mit goldenen Beschlägen.[5]
- Stammwappen II: Schild schrägquadrirt; oben roth und unten blau. rechts und links silbern, darin die geschrägten Schweinsspiese mit grünem Bande zusammengebunden, über denen ein silbernes Jagdhorn.
- Stammwappen III: Im blauen Schild 2 geschrägte Lanzen rot-silbern umwunden. Kleinod auf Wulst 3 Straußenfedern (ohne Farben). Decken: roth-silbern und blau-golden.
- Freiherrliches Wappen: Quadriert mit silbernem Herzschild, in welchem ein „blauer Herzogshut“ mit Hermelinaufschlag. Felder 1 in Blau drei (1:2) silberne Jagdhörner mit goldenen Beschlägen und Ringen, 2 in Rot eine silberne Lilie, 3 in Roth ein schwarzer mit den Sachsen einwärts gekehrter Flügel, 4 in Blau 2 geschrägte goldene Schweinsspieße, zusammengebunden mit grünem Band. Zwei gekrönte Helme mit blau-roth-silbernen Decken: I drei (schwarz-blau-schwarz= Straußenfedern, II auf der Krone zwei geschrägte natürliche Bärentatzen mit blutigem Schnitt und gegeneinander gekehrten Krallen.

Darstellungen in Siebmachers Wappenbüchern